# Scipione Maffei
Scipione Francesco Maffei va ser un historiador, epigrafista, paleògraf i dramaturg italià. Va néixer el primer de juny 1675 a Verona i va morir a la mateixa ciutat l'11 de febrer de 1755.

## Biografia
Fill del marquès Giovanni Francesco Maffei i de Silvia Pellegrini, es va formar als col·legis jesuites de Parma i de Roma, de ben jove es va interessar per la carrera de les armes, i va esdevenir oficial a l'exèrcit bàvar. De tornada a Itàlia després de la batalla de Donauwörth (1705), va començar a escriure. Va publicar tractats sobre temes diversos i va donar un aire nou al teatre italià de la primera meitat del Segle XVIII. Va contribuir a la reforma de la Universitat de Torí per compte del rei Vittorio Amedeo II. El seu ideal, basat en el catolicisme il·luminat, va ser durant tot el segle una referència pels intel·lectuals italians i pels governants reformistes. Va contribuir a la descoberta de manuscrits importants a la biblioteca capitular de Verona. Amb l'ajuda del canonge Carinelli, Maffei hi va trobar manuscrits antics perduts des de feia temps, entre els quals el Codice Palinstesto, que contenia les Institucions de Gai, dos pergamins del Fragmentum de iure fisci i el folium singulare de praescriptionibus et interdictis, del qual va fer un apògraf.
Va crear el Museu Lapidario de Verona el 1714 (tot i algunes fonts donen dates diferents). Aquest va ser el segon museu públic d'epigrafia d'Europa, després dels Museus Capitolins creats a Roma a finals del s. XV. Entre el 1744 i el 1749 el museu va ser reorganitzat pel mateix Maffei. Va tenir com a deixeble, secretari i amic el botànic i epigrafista Jean-François Séguier.
Des d'un punt de vista científic, Maffei va ser el primer en comprendre que els llamps com es veuen pels nostres ulls es formen de baix cap a dalt, és a dir cap als núvols, al contrari del que es pensava a la seva època. Del seu paper com a promotor de les ciències n'és testimoni Carta d'un matemàtic italià que li va adreçar Gaetano Marzagaglia.

## Escrits

### Tractats
- Della scienza chiamata cavalleresca (1716)
- La Favola dell'ordine equestre costantiniano (1717)
- Istoria diplomatica (1727) important per al progrès de la filologia i de la paleografia, particularment per l'estudi dels còdex medievals.
- Verona illustrata (1732)
- Istoria teologica 1734 publicada el 1752.
- Consiglio politico presentato al governo veneto (1738)
- Arte magica dileguata (1749)
- Museum veronense (1749)
- Arte magica annichilata (1754)

### Obres teatrals
- Merope (1713) tragèdia[3]
- Le Cerimonie (1728), comèdia
- Llibret de La Fida Ninfa (1732)
- Il Raguet (1747), comèdia